# Partido di Guaminí
Il partido di Guaminí è un dipartimento (partido) dell'Argentina facente parte della Provincia di Buenos Aires. Il capoluogo è Guaminí.